# Didyochamus flavomarmoratus
Didyochamus flavomarmoratus är en skalbaggsart som först beskrevs av Stefan von Breuning 1935.  Didyochamus flavomarmoratus ingår i släktet Didyochamus och familjen långhorningar. Inga underarter finns listade i Catalogue of Life.